# Pitcairn PA-18
Le Pitcairn PA-18 était un autogire de sport et de loisirs, produit aux États-Unis au début des années 1930.

## Conception et développement

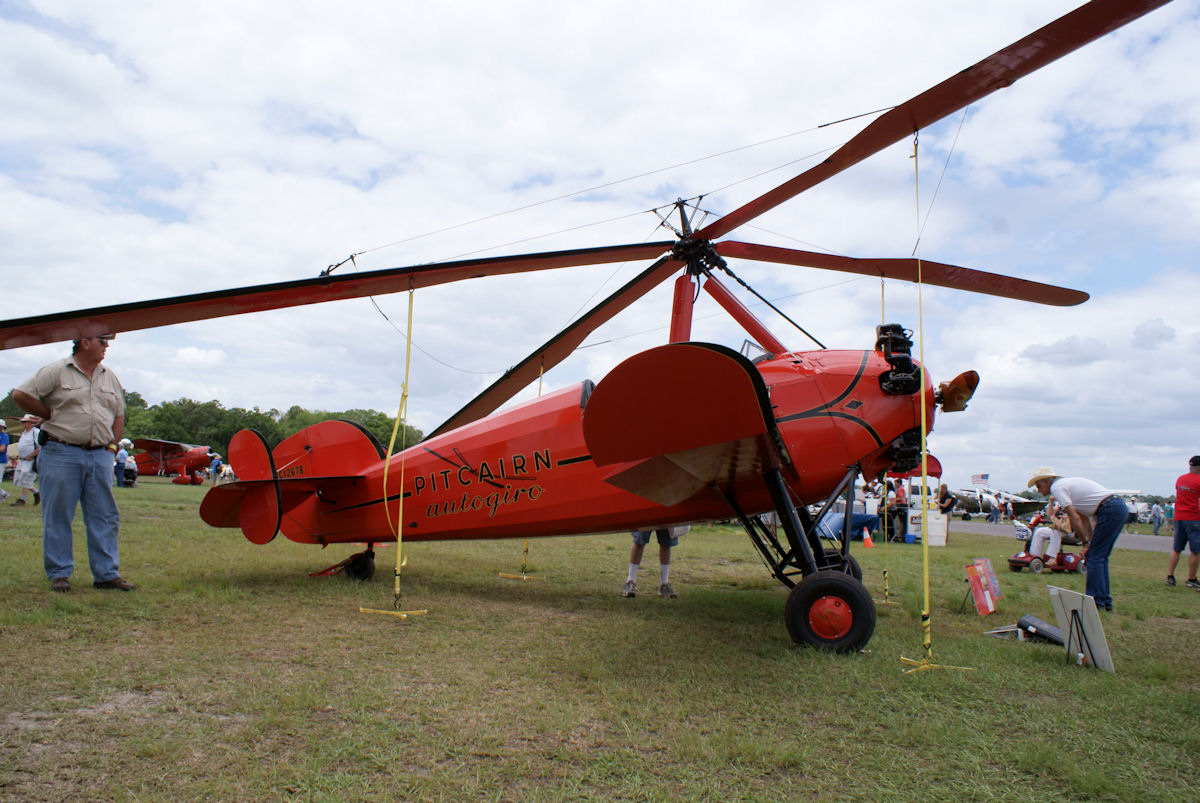
Un Pitcairn PA-18 en exposition lors d'un salon aéronautique en 2010.

En 1931, Pitcairn avait produit le PAA-1, un autogire léger adapté aux pilotes privés. L'expérience acquise avec cet appareil et d'autres machines légères à faible puissance convainquit Pitcairn que, malgré une conception réussie, ces appareils présentaient tout de même de sérieux problèmes de manœuvrabilité pour les pilotes les moins expérimentés. Le PA-18 fut conçu comme une machine pour le même marché, mais avec un moteur plus puissant et une structure renforcée. L'augmentation de puissance du moteur contribuait grandement à l'amélioration de la réponse de ses commandes aux basses vitesses.

## Exemplaires restaurés
En 2008, un PA-18 a été restauré en condition de vol par Jack et Kate Tiffany, de New Carlisle, dans l'Ohio. Au même moment, un second PA-18 était en cours de restauration par la société Posey Brothers à l'aéroport Trenton–Robbinsville (en).
La plupart des autres PA-18 furent achetés par le Gouvernement des États-Unis en 1940 et revendus au Royaume-Uni, sans toutefois y parvenir réellement, le navire les transportant ayant été coulé par un sous-marin allemand pendant son voyage.